# 280 (tal)
280 är det naturliga talet som följer 279 och som följs av 281.

## Inom vetenskapen
- 280 Philia, en asteroid.

## Inom matematiken
- 280 är ett jämnt tal.
- 280 är ett pentadekagontal.
- 280 är ett oktogontal.
- 280 är ett palindromtal i det ternära talsystemet.